# Solopgangens Dans
|  | Denne artikel er oprettet af botten Steenthbot ud fra en ekstern database. Den kan derfor have sproglige fejl eller mangler. Denne skabelon kan fjernes efter kontrol af indholdet. |

Solopgangens Dans er en dansk dokumentarfilm fra 1986 instrueret af Ebbe Larsen efter eget manuskript.

## Handling
Om amerikanske indfødte stammer.

## Medvirkende
- Ebbe Larsen